# Raoul Duault
Pour les articles homonymes, voir Duault (homonymie).
Raoul Duault, né le 9 avril 1910 à Tours et mort dans la même ville le 14 novembre 1983, est un militaire et résistant français, compagnon de la Libération. Officier expérimenté des troupes coloniales, il se rallie à la France libre en 1940 et il participe aux combats en Afrique et en Italie avant de prendre part à la libération de la France puis à l'invasion de l'Allemagne. Après la Seconde Guerre mondiale, il poursuit sa carrière dans les troupes coloniales en occupant divers postes d'État-Major et de commandement, notamment lors des guerres d'Indochine et d'Algérie.

## Biographie

### Jeunesse et formation
Raoul Duault naît le 9 avril 1910 à Tours, en Indre-et-Loire, d'un père boulanger. D'abord instituteur, il décide ensuite de s'engager dans l'armée et devient officier de réserve en 1929. Trois ans plus tard, il entre à l'école d'infanterie de Saint-Maixent-l'École. Passé à l'armée d'active, il est promu sous-lieutenant en 1933 et, affecté dans les troupes coloniales, part en 1935 pour l'Afrique-Équatoriale française où il sert au Moyen-Congo et au Tchad. De retour en métropole en 1938, il passe un an au 23e régiment d'infanterie coloniale et est promu lieutenant. Il repart alors au Tchad où il commande un poste avancé dans le Tibesti.

### Seconde Guerre mondiale
Toujours en poste en Afrique au moment du déclenchement de la seconde guerre mondiale, il suit de loin l'évolution des combats en Europe. Mais quand est signé l'armistice du 22 juin 1940, il refuse la défaite et décide de se rallier à la France libre à la fin du mois d'août. Intégré à la colonne Leclerc avec le grade de capitaine, il participe à la guerre du désert en tant que commandant des transmissions pour l'État-major du général Leclerc. Il est ensuite nommé adjoint au commandant militaire du Tchad mais désire être affecté à une unité combattante. Il est donc muté au Bataillon de marche no 12 (BM12) dont il prend le commandement de la compagnie d'accompagnement. Au sein de la 1re division française libre (1re DFL) dont fait partie le BM12, le capitaine Ruault participe à la campagne d'Italie puis au débarquement de Provence en août 1944. Quittant ensuite la 1re DFL, il retrouve la colonne Leclerc, devenue entretemps la 2e division blindée. Prenant le commandement de la 3e compagnie du Régiment de marche du Tchad, il participe à la bataille d'Alsace puis à l'invasion de l'Allemagne et termine la guerre à Berchtesgaden.

### Après-Guerre
Restant dans l'armée après le conflit, il est promu chef de bataillon en juillet 1945. Après avoir obtenu un diplôme d'État-major, il est nommé chef de cabinet du général directeur des troupes coloniales en 1947 avant de prendre le commandement du bataillon de tirailleurs du Cameroun de 1948 à 1950.

#### Guerre d'Indochine
Il devient ensuite chef d'État-major du 3e régiment d'infanterie coloniale puis, après sa promotion au grade de lieutenant-colonel, part pour l'Indochine où il commande le 1er bureau de l'État-major à Saïgon de 1952 à 1954 avant d'être le commandant en second du groupe mobile no 7 de 1953 à 1954. De 1955 à 1957, il est adjoint au colonel commandant la section d'étude des troupes coloniales. Il retourne ensuite en Extrême-Orient pour diriger la base de Seno au Laos. En 1962, il est commandant par intérim de la mission militaire au Laos

#### Guerre d'Algérie
En 1958, promu colonel, Raoult Duault part en Algérie pour prendre le commandement du 4e régiment d'infanterie coloniale.

#### Fin de carrière
De retour en France en 1963, il est adjoint au général gouverneur militaire de Paris avant de prendre sa retraite de l'armée en 1967.
Raoult Duault meurt le 15 novembre 1983 dans sa ville natale où il est inhumé.

## Décorations
|  |  |  |  |  |  |
|  |  |  |  |  |  |

| Officier de la Légion d'honneur | Officier de la Légion d'honneur | Compagnon de la Libération | Compagnon de la Libération | Commandeur de l'Ordre national du Mérite | Commandeur de l'Ordre national du Mérite |
| Croix de guerre 1939-1945       | Croix de guerre 1939-1945       | Croix de guerre 1939-1945  | Médaille coloniale         | Médaille coloniale                       | Médaille coloniale                       |